# Alhama de Almería
Alhama de Almería község Spanyolországban, Almería tartományban. Lakosainak száma 3878 fő (2024).

## Földrajza
Alhama de Almería Alhabia, Alicún, Enix, Huécija, Santa Fe de Mondújar és Terque községekkel határos.

## Népesség
A település lakosságának változását az alábbi diagram mutatja:
| Lakosok száma | 3201 | 3319 | 3522 | 3779 | 3835 | 3753 | 3687 | 3641 | 3733 | 3878 |
|               | 2001 | 2004 | 2006 | 2009 | 2011 | 2014 | 2016 | 2019 | 2021 | 2024 |